# 2002 FIFA World Cup
2002 FIFA World Cup – komputerowa gra sportowa o tematyce piłki nożnej, wyprodukowana przez EA Sports i wydana w 2002 roku przez Electronic Arts. Jest to specjalna edycja serii gier komputerowych FIFA z okazji Mistrzostw Świata w 2002 roku.
Po źle przyjętej przez graczy grze FIFA 2001 twórcy zdecydowali się dokonać znaczących zmian w mechanice gry, polegającej na zwycięstwach w kolejnych meczach mistrzostw świata. Poprawie uległo zachowanie obrońców, pozostawiające wiele do życzenia w Fifie 2001, jak również sposób rozstawiania zawodników na pozycjach. Ulepszeniu uległa również animacja zawodników przy użyciu technologii motion capture, jak również na nowo opracowano sposób prowadzenia piłki przez postacie. Ścieżkę muzyczną do gry skomponowała Vancouver Symphony Orchestra.
2002 FIFA World Cup spotkała się z bardzo pozytywnym odbiorem ze strony recenzentów. Chwalili oni oprawę graficzną oraz sprawność realizacji. Ze szczególnymi pochwałami spotkała się wersja dzieła na komputery osobiste, oceniana jako najlepsza wówczas gra sportowa na tę platformę.